# Rasheed Broadbell
Rasheed Broadbell (* 13. August 2000 in Kingston) ist ein jamaikanischer Hürdenläufer, der sich auf den 110-Meter-Hürdenlauf spezialisiert hat. 2022 siegte er bei den Commonwealth Games über 110 Meter Hürden und feierte damit seinen bisher größten Erfolg.

## Sportliche Laufbahn
Erste internationale Erfahrungen sammelte Rasheed Broadbell im Jahr 2019, als er bei den CARIFTA Games in George Town in 13,26 s die Goldmedaille in der U20-Altersklasse gewann. 2021 siegte er in 13,58 s bei der Hungarian GP Series Budapest und im Jahr darauf erreichte er bei den Weltmeisterschaften in Eugene das Halbfinale und schied dort mit 13,27 s aus. Daraufhin siegte er in 13,08 s bei den Commonwealth Games in Birmingham und siegte dann in 13,12 s beim Gyulai István Memorial. Bei der Athletissima in Lausanne durchbrach er mit 12,99 s erstmals die 13-Sekunden und holte sich damit den Sieg, wie anschließend in 13,36 s auch bei Spitzen Leichtathletik. Bei Weltklasse Zürich gelangte er mit 13,06 s auf Rang zwei. 2023 siegte er in 13,10 s beim NACAC New Life Invitational sowie in 13,08 s beim Meeting International Mohammed VI d’Athlétisme de Rabat. Bei den jamaikanischen Meisterschaften steigerte er seine Bestleistung auf 12,94 s und galt damit als Medaillenkandidat für die Weltmeisterschaften in Budapest, bei denen er aber im Vorlauf wegen regelwidriger Technik disqualifiziert wurde. Im Jahr darauf nahm er an den Olympischen Sommerspielen in Paris teil und gewann dort in 13,09 s im Finale die Bronzemedaille hinter den US-Amerikanern Grant Holloway und Daniel Roberts. Anschließend siegte er in 13,10 s bei der Athletissima und wurde beim Memoriał Kamili Skolimowskiej in 13,05 s Zweiter.
In den Jahren 2023 und 2024 wurde Broadbell jamaikanischer Meister im 110-Meter-Hürdenlauf.

## Persönliche Bestzeiten
- 110 m Hürden: 12,94 s (+0,7 m/s), 9. Juli 2023 in Kingston
  - 60 m Hürden (Halle): 7,56 s, 9. Februar 2024 in Fayetteville